# Посета (ТВ серија)
Посета је  драмска телевизијска серија из 2023 године.
Прве две епизоде серије су представљене на 29. Сарајево филм фестивалу.

Од 2. октобра 2023 године је премијерно емитована на Суперстар ТВ.

## Синопсис
Kрими драма Посета је настала након дуготрајних опсежних истраживања укључујући стотине судских и тужилачких случајева и разговора са преко двадесет адвоката.
Серија Посета прати истинита дешавања у свету судова и тужилаштва, причајући важне приче аутентичних људских судбина. 
Иако се на први поглед чини да су приче смештене у класично кривично-истражно подручје, оне ипак не прате окрутне  убице и криминалце.
На тај начин испричане, ове приче имају велики потенцијал у идентификацији публике са протагонистима.
Ако публика не може да се поистовети директно са окружењем, она се сигурно може поистоветити са изборима и дилемама са којима се суочава сваки наш протагониста.
То су избори између части и слободе, између кривице и љубави, између истине и личног успеха, између правде и судбине, између храбрости и сигурности.
Истражни затвор је темељ сваке епизоде; место где оптужени проводе време чекајући казну.
Оптужени су овде затворени ако постоји сумња да могу утицати на сведоке, уклонити доказе и побећи.
Ово је место страха, тактичких и вансценских игара, трговине, емоција, храбрости, хуманости и љубави.

## Прва прича: Река
Успешан фудбалер и млада нада која је на корак од потписивања уговора који ће му променити живот, налази се са пријатељима из детињства да то и прослави. Наредног јутра буди се у болници као виновник смртоносне саобраћајне несреће које се не сећа.

## Улоге
| Глумац                | Улога              |
| --------------------- | ------------------ |
| Лука Грбић            | Миљан Томић        |
| Никола Ракочевић      | менаџер Ковачевић  |
| Снежана Богдановић    | Нена Томић         |
| Уликс Фехмиу          | адвокат Момчиловић |
| Матија Вастл          | Марко              |
| Љубомир Бандовић      | Славко             |
| Камка Точиновска      | Анка               |
| Гордана Бобан         | Дубравка           |
| Драган Деспот         | Младен             |
| Анита Огњеновић       | Јована             |
| Андрија Кузмановић    | Дарко              |
| Радослав Миленковић   | Ковачевићев отац   |
| Јово Максић           | чувар у притвору   |
| Александар Ђурица     | Бата               |
| Јована Беловић        | Милица             |
| Никола Ристановски    | Благоје            |
| Жељко Еркић           | тужилац            |
| Бојан Кривокапић      | Буца               |
| Марко Гиздавић        | Мали               |
| Дејан Цицмиловић      | полицајац из Шида  |
| Игор Боројевић        | Доктор на ВМА      |
| Слађана Влајовић      | Сенка              |
| Вид Мићуновић         | Алекса             |
| Бојана Милановић      | медицинска сестра  |
| Ненад Хераковић       | Мики               |
| Негослав Апостоловић  |                    |
| Зоран Лазић           |                    |
| Александар Башчаревић |                    |

## Друга прича: Плен
Торба са милионским пленом из добро планиране пљачке откривена је у гепеку аутомобила жене која путује са својом бебом. Иза решетака се нађу и она и муж.
Ланац истраге је дуг и замршен. Трагови међународног криминала упућују на деценијску породичну увезаност посебним етичким кодексом..

## Улоге
| Глумац               | Улога       |
| -------------------- | ----------- |
| Изудин Бајровић      | Жарковић    |
| Крешимир Микић       | Никола      |
| Ивана Вуковић        | Бојана      |
| Иван Ђорђевић        | Тешић       |
| Петар Зекавица       | Рајковић    |
| Милица Стефановић    |             |
| Нада Шаргин          | саветница   |
| Марко Грабеж         | Брзаковић   |
| Јелена Ћурувија      | Мања        |
| Мирко Влаховић       | Радмановић  |
| Момо Пићурић         | Данко       |
| Тамара Шустић        | Биса        |
| Јован Живановић      | Макевић     |
| Aлександра Плескоњић |             |
| Пол Леонард Мареј    | Фотис       |
| Aнтонио Скарпа       | Арис Филиос |
| Војин Ћетковић       | Леон        |
| Силвија Крижан       | комшиница   |
| Владимир Гвојић      | Јанковић    |
| Ника Марковић        |             |
| Александар Протић    | министар    |
| Анастасија Богуновић | Маша        |

## Трећа прича: Бетон
Наизглед нормалног јутра на путу до посла, човек улази у расправу са контролором јер није имао карту.
Након кошкања и свађе, он гурне контролора који испада из аутобуса и главом удара о бетон.
Солидарност, вагање кривице и претње постају терен за трговину правдом...
.

## Улоге
| Глумац               | Улога   |
| -------------------- | ------- |
| Озрен Грабарић       | Иван    |
| Милош Тимотијевић    | Петар   |
| Ксенија Маринковић   | Данка   |
| Миодраг Крстовић     | тужилац |
| Милица Јаневски      | Јасмина |
| Бојан Жировић        | Деки    |
| Радоје Чупић         | профа   |
| Никола Шурбановић    | Сале    |
| Никола Вујовић       | Прокић  |
| Милица Гојковић      | Ања     |
| Златан Видовић       | Лаки    |
| Леон Лучев           | Драги   |
| Душко Радовић        | Заре    |
| Александар Стојковић |         |
| Славко Лабовић       | чувар   |
| Маја Чампар          | Гордана |
| Слободан Станковић   |         |
| Иван Буквић          |         |
| Игор Филиповић       |         |
| Никола Апостоловић   | месар   |
| Мила Радоњић         | Јана    |
| Огњен Ћиров          | Петар   |
| Дејан Величковић     |         |

## Четврта прича: Пожар
Једна запаљена пољопривредна хладњача у живописној војвођанској варошици разбукти пожар којим горе не само кумовске и пријатељске, него и породичне везе. Амбициозни и неискусни адвокат допринеће да се варошица пробуди из учмалог живота и да делилаца правде буде неочекивано много.

## Улоге
| Глумац             | Улога      |
| ------------------ | ---------- |
| Стефан Вукић       | Вук        |
| Борис Исаковић     | Илија      |
| Радош Бајић        | Јован      |
| Страхиња Блажић    | Андреј     |
| Вахид Џанковић     | Гојко      |
| Милица Трифуновић  | Анђа       |
| Сунчица Милановић  | Јана       |
| Милутин Караџић    | мајстор    |
| Иван Бојичић       | чувар      |
| Ервин Палфи        | Ферика     |
| Наташа Шолак       | Буба       |
| Иван Томашевић     | Берић      |
| Арпад Черник       | Андор      |
| Џесика Јеми        | оператерка |
| Сергеј Тотић       | Петар      |
| Вишња Обрадовић    | Јасна      |
| Растко Мићић       |            |
| Марија Распир      |            |
| Тамара Радовановић |            |
| Јана Миленковић    |            |
| Симонида Жарковић  |            |
| Љубица Живковић    |            |
| Сара Ковачевић     |            |
| Бојана Урошевић    |            |
| Александра Јекић   |            |
| Миа Ђурић          |            |

## Епизоде
| Сезона | Сезона | Епизоде | Епизоде | Оригинално емитовање | Оригинално емитовање |
| Сезона | Сезона | Епизоде | Епизоде | Премијера            | Финале               |
| ------ | ------ | ------- | ------- | -------------------- | -------------------- |
|        | 1.     | 16      | 16      | 2. октобар 2023.     | 26. октобар 2023.    |